# Centrum Relacji Katolicko-Żydowskich KUL im. Abrahama J. Heschela
Centrum Relacji Katolicko-Żydowskich KUL im. Abrahama J. Heschela – jednostka naukowo-edukacyjna-kulturalna Katolickiego Uniwersytetu Lubelskiego Jana Pawła II, powstała w 2022. 
Centrum zostało powołane przez rektora KUL-u Mirosława Kalinowskiego. Jego patronem został Abraham Joshua Heschel, teolog, filozof i poeta, który wpłynął na zmianę stosunku Kościoła katolickiego do judaizmu. Centrum rozpoczęło działalność 17 października 2022. Jego misją jest tworzenie relacji katolicko-żydowskich na płaszczyźnie nauki, edukacji i kultury w wymiarze międzynarodowym.
Członkami pierwszego zarządu zostali: ks. prof. Mirosław Wróbel (dyrektor) oraz dr hab. Witold Mędykowski i ks. dr Paweł Rytel-Andrianik (zastępcy dyrektora).
Głównymi zadaniami centrum jest prowadzenie badań naukowych, organizowanie międzynarodowych sympozjów, konferencji, debat, przygotowywanie wydarzeń kulturalnych, a także budowanie relacji pomiędzy studentami z Polski i Izraela. Działalność badawcza centrum dotyczy zagadnień historii, kultury i dziedzictwa żydowskiego, głównie na ziemiach polskich, a w szczególności wzajemnych relacji katolików i Żydów. Poprzez działalność edukacyjną ma upowszechniać wiedzę i zwiększać świadomość społeczną, kształtować postawy obywatelskie, przede wszystkim wśród młodzieży, a także rozwijać dialog międzyreligijny i międzynarodowy. Działalność kulturalna centrum ma przybliżać kulturę żydowską, a także wzajemne przenikanie się kultur żydowskiej, polskiej i europejskiej.